# Thijs Libregts
Thijs Libregts (Rotterdam, 4 gennaio 1941) è un allenatore di calcio ed ex calciatore olandese, di ruolo centrocampista.

## Carriera
Nel settembre 1988 Libregts, reduce da una poco felice esperienza all'Olympiacos è stato scelto come allenatore della nazionale olandese, in sostituzione di Rinus Michels, fresco campione d'Europa alla guida dei tulipani. Ha guidato gli oranje per poco più di un anno, lasciando il posto nel dicembre 1989 a Nol de Ruiter a seguito di contrasti con alcuni giocatori (fra cui Ruud Gullit) e ottenendo 4 vittorie nel gruppo di qualificazione ai Mondiali del 1990.

## Statistiche

### Allenatore

#### Nazionale olandese
| Squadra     | Naz                    | dal               | al               | Record | Record | Record | Record     | Record | Record | Record | Record |
| G           | V                      | N                 | P                | GF     | GS     | DR     | % Vittorie |        |        |        |        |
| ----------- | ---------------------- | ----------------- | ---------------- | ------ | ------ | ------ | ---------- | ------ | ------ | ------ | ------ |
| Paesi Bassi | Paesi Bassi (bandiera) | 14 settembre 1988 | 20 dicembre 1989 | 11     | 6      | 3      | 2          | 14     | 6      | +8     | 54,55  |

##### Panchine da commissario tecnico della nazionale olandese
| Cronologia completa delle presenze e delle reti in nazionale ― Paesi Bassi | Cronologia completa delle presenze e delle reti in nazionale ― Paesi Bassi | Cronologia completa delle presenze e delle reti in nazionale ― Paesi Bassi | Cronologia completa delle presenze e delle reti in nazionale ― Paesi Bassi | Cronologia completa delle presenze e delle reti in nazionale ― Paesi Bassi | Cronologia completa delle presenze e delle reti in nazionale ― Paesi Bassi | Cronologia completa delle presenze e delle reti in nazionale ― Paesi Bassi | Cronologia completa delle presenze e delle reti in nazionale ― Paesi Bassi |
| Data                                                                       | Città                                                                      | In casa                                                                    | Risultato                                                                  | Ospiti                                                                     | Competizione                                                               | Reti                                                                       | Note                                                                       |
| -------------------------------------------------------------------------- | -------------------------------------------------------------------------- | -------------------------------------------------------------------------- | -------------------------------------------------------------------------- | -------------------------------------------------------------------------- | -------------------------------------------------------------------------- | -------------------------------------------------------------------------- | -------------------------------------------------------------------------- |
| 14-9-1988                                                                  | Amsterdam                                                                  | Paesi Bassi                                                                | 1 – 0                                                                      | Galles                                                                     | Qual. Mondiali 1990                                                        | -                                                                          |                                                                            |
| 19-10-1988                                                                 | Monaco di Baviera                                                          | Germania Ovest                                                             | 0 – 0                                                                      | Paesi Bassi                                                                | Qual. Mondiali 1990                                                        | -                                                                          |                                                                            |
| 16-11-1988                                                                 | Roma                                                                       | Italia                                                                     | 1 – 0                                                                      | Paesi Bassi                                                                | Amichevole                                                                 | -                                                                          |                                                                            |
| 4-1-1989                                                                   | Ramat Gan                                                                  | Israele                                                                    | 0 – 2                                                                      | Paesi Bassi                                                                | Amichevole                                                                 | -                                                                          |                                                                            |
| 22-3-1989                                                                  | Eindhoven                                                                  | Paesi Bassi                                                                | 2 – 0                                                                      | Unione Sovietica                                                           | Amichevole                                                                 | -                                                                          |                                                                            |
| 26-4-1989                                                                  | Rotterdam                                                                  | Paesi Bassi                                                                | 1 – 1                                                                      | Germania Ovest                                                             | Qual. Mondiali 1990                                                        | -                                                                          |                                                                            |
| 31-5-1989                                                                  | Helsinki                                                                   | Finlandia                                                                  | 0 – 1                                                                      | Paesi Bassi                                                                | Qual. Mondiali 1990                                                        | -                                                                          |                                                                            |
| 6-9-1989                                                                   | Amsterdam                                                                  | Paesi Bassi                                                                | 2 – 2                                                                      | Danimarca                                                                  | Amichevole                                                                 | -                                                                          | [ 3 ]                                                                      |
| 11-10-1989                                                                 | Wrexham                                                                    | Galles                                                                     | 1 – 2                                                                      | Paesi Bassi                                                                | Qual. Mondiali 1990                                                        | -                                                                          |                                                                            |
| 15-11-1989                                                                 | Rotterdam                                                                  | Paesi Bassi                                                                | 3 – 0                                                                      | Finlandia                                                                  | Qual. Mondiali 1990                                                        | -                                                                          |                                                                            |
| 20-12-1989                                                                 | Rotterdam                                                                  | Paesi Bassi                                                                | 0 – 1                                                                      | Brasile                                                                    | Amichevole                                                                 | -                                                                          |                                                                            |
| Totale                                                                     |                                                                            | Presenze                                                                   | 11                                                                         |                                                                            | Reti                                                                       |                                                                            |                                                                            |

## Palmarès

### Giocatore
- Campionato olandese: 1

Feyenoord: 1964-1965
- Coppa dei Paesi Bassi: 1

Feyenoord: 1964-1965

### Allenatore

#### Competizioni nazionali
- Campionato olandese: 1

Feyenoord: 1983-1984
Coppa dei Paesi Bassi: Feyenoord 1983-84
- Coppa d'Austria: 1

Grazer AK: 2001-2002
- Supercoppa d'Austria: 1

Grazer AK: 2002